# Алёшин, Андрей Васильевич
Андре́й Васи́льевич Алёшин (21 мая [3 июня] 1905 — 11 апреля 1974) — участник Великой Отечественной войны, командир орудия, гвардии старший сержант, полный кавалер ордена Славы. Герой Советского Союза.

## Биография
Родился в деревне Новосёлки Костешовской волости Козельского уезда Калужской губернии (ныне — Козельского района Калужской области) в крестьянской семье. Был четвёртым ребёнком, имел троих старших сестёр. Русский. В возрасте семи лет остался без отца. Работал бухгалтером в Козельской МТС, с 1933 года — в совхозе «Красный плодовод» (счетоводом, потом — главным бухгалтером).
В Красной Армии в 1939 — 1940 годах, участвовал в качестве наводчика орудия в польском походе Красной армии, советско-финской войне. В Великую Отечественную войну 4 июля 1941 года вновь призван в Красную Армию и направлен на фронт.
В рядах батареи 50-го кавалерийского полка защищал подступы к Москве. Был командиром орудийного расчёта 175-го гвардейского артиллерийско-миномётного полка 4-й гвардейской кавалерийской дивизии 2-го гвардейского кавалерийского корпуса 1-го Белорусского фронта.
В боях за город Середина-Буда в марте 1943 года его артиллерийский расчёт подбил 3 из 10 противостоявших в бою танков, за что Алёшин был награждён медалью «За боевые заслуги».
26 июля 1944 года выкатил своё орудие в боевые порядки пехоты и прямой наводкой отразил атаку автоматчиков противника, а 27 июля в боях за город Мендзыжец-Подляски уничтожил 3 пулемёта противника и склад боеприпасов. 11 августа 1944 года был награждён орденом Славы III степени.
28 января 1945 года у города Дандсбург ныне Венцборк (Польша) вместе со своим расчётом отбил контратаку противника. При этом были уничтожены свыше десяти гитлеровцев и пулемёт. 30 января 1945 года расчётом Алёшина были отражены 3 атаки противника, уничтожены более 20 солдат и офицеров противника и 3 пулемёта. 11 марта 1945 года был повторно награждён орденом Славы III степени (19 августа 1955 года был перенаграждён в соответствии со статутом ордена орденом Славы I степени).
5 февраля 1945 года в боях юго-западнее Щецина расчёт Алёшина нанёс большой урон противнику, что способствовало успешному выполнению боевой задачи.
Звание Героя Советского Союза присвоено 31 мая 1945 года.
В начале мая 1945 года расчёт Алёшина отбил три атаки противника, уничтожив два взвода противника и пулемёт. Когда закончились снаряды, бойцы расчёта отбили ещё 5 атак ведя огонь из стрелкового оружия. 18 июня 1945 года награждён орденом Славы II степени.
В 1945 году демобилизован, вернулся на родину. Жил в деревне Попелево Козельского района Калужской области. Работал главным бухгалтером в совхозе «Красный плодовод».
Умер 11 апреля 1974 года в посёлке совхоза «Красный плодовод». Похоронен на кладбище деревни Новоселки того же района.

## Награды
- Медаль «Золотая Звезда» Героя Советского Союза (№ 6730)
- Орден Ленина
- Орден Отечественной войны I степени (13.02.1944)
- Ордена Славы I, II, III степеней (I ст. — № 2341, II ст. — № 16739, III ст. — № 169739)
- Медали, в том числе:
  - Медаль «За боевые заслуги» (1943);
  - Медаль «За оборону Москвы»
  - Медаль «За победу над Германией в Великой Отечественной войне 1941—1945 гг.»
  - Юбилейная медаль «Двадцать лет Победы в Великой Отечественной войне 1941—1945 гг.»
- Почётный гражданин Козельска (2017)[6].

## Память
- Имя Героя носит улица в Козельске.
- Имя Андрея Васильевича Алёшина присвоено новой улице в городе Калуге[2].
- Бюст в посёлке Попелево Козельского района Калужской области.